# Néhémie
Pour les articles homonymes, voir Nehemiah.
Néhémie (hébreu : נְחֶמְיָה Ne'hemya, « YHWH a consolé ») est un personnage du  Livre de Néhémie, qui fait partie de la Bible hébraïque ou Ancien Testament. Il est une figure majeure du retour à Sion, considéré comme le principal maître d'œuvre de la reconstruction des murailles de Jérusalem et comme l'auteur principal du Livre de Néhémie.

## Éléments biographiques
Selon le Livre de Néhémie, seule source d'information sur le personnage, Néhémie est le fils de Hakhalia et appartient probablement à la tribu de Juda ; ses ancêtres avaient habité à Jérusalem avant l'exil à Babylone. 

### De Suse à Jérusalem
Alors qu'il sert comme échanson (thirshatha) à Suse auprès d'Artaxerxès (Ier ou II), roi de la Perse achéménide, il entend de l'un de ses frères, Hanani, un rapport alarmant sur la désolation qui règne à Jérusalem,. Le deuil que prend Néhémie devient si apparent que le roi s'enquiert de ses problèmes et lui permet, peut-être avec l'intercession de la reine ou de la reine-mère, de visiter Jérusalem en tant que thirshatha (« vice-roi ») de la province de Yehoud, sous domination perse. Néhémie, arrivé dans la vingtième année de règne d'Artaxerxès, est muni de firmans stipulant qu'il doit se voir remettre une provision de bois pour la reconstruction des murs. Son arrivée à Jérusalem en - 445 contrarie grandement Sanballât le Horonite, gouverneur de Samarie, et Tobia l'Ammonite, qui gouvernait probablement Ammon ; leur opposition, ainsi que celle de Guechem l'Arabe, va grandissant lorsqu'ils sont mis au courant des projets de Néhémie.

### La reconstruction des murs
La reconstruction des murailles d'enceinte de Jérusalem avait été entreprise plusieurs fois avant Néhémie mais ces tentatives avaient été vouées à l'échec. Après avoir inspecté Jérusalem de nuit afin d'agir dans la plus grande discrétion, il instruit la famille sacerdotale et quarante-deux familles de diverses localités judéennes de reconstruire les diverses portes et tours ainsi que les pans de murs entre ces portes et édifices. Cependant, les esprits s'échauffent parmi les ennemis des Judéens, qui entreprennent diverses tentatives d'intimidation ; des Judéens eux-mêmes alliés aux adversaires de Néhémie les dissuadent de poursuivre les travaux. Néhémie fait armer les maçons, instaurant des tours de garde. Malgré l'ampleur de la tâche, celle-ci est terminée, selon le récit biblique, en cinquante-deux jours.
Le récit de la construction ainsi que celui de la cérémonie d'inauguration semblent avoir été consignés d'après les propos de Néhémie mais plusieurs années après les évènements décrits.

### Les réformes de Néhémie
Sitôt la construction terminée, Néhémie s'attelle à des réformes politiques. 
La première est de restituer leurs terres à ceux qui ont dû s'en défaire pour payer leurs dettes. Cette mesure, qui annule toute considération pour des propriétés légalement acquises, passe relativement facilement, selon le récit, du fait du désintéressement de Néhémie, qui préfère partager l'ordinaire avec les gens que les mesures alimentaires qui lui reviennent de droit en tant que gouverneur. Peu après, cependant, il doit faire face à des tentatives d'assassinat et de discrédit, auxquelles prennent part des habitants de Jérusalem sous la coupe des ennemis de Néhémie, parmi lesquels le faux prophète Shemaya et la fausse prophétesse Noadiya.
Néhémie lance ensuite une enquête sur la généalogie des résidents de Jérusalem, afin d'en écarter les étrangers. Il se fait remettre à cet effet une copie du rouleau des familles retournées à Sion avec Zorobabel. Le récit fait ensuite une large ellipse, ne décrivant pas la nature des mesures qu'il a adoptées ni l'accueil qui leur est réservé ; il semble, d'après d'autres passages du Livre de Néhémie, que les mariages mixtes aient été fréquents, jusqu'à la famille du Grand-Prêtre, qui s'était conjugalement alliée à Tobia l'Ammonite. Il semble donc que Néhémie, ne voulant pas s'aliéner les couches humbles du peuple que sa réforme précédente lui avait acquises, ait ajourné ses investigations.
Le reste de ses réformes semble être de nature religieuse, Néhémie secondant Esdras dans sa réinstitution de la loi mosaïque, en particulier du respect dû au chabbat. Il met également en place un système de taxation pour l'entretien du Temple et de son culte, malgré l'opposition que ses décrets suscitent. Une fois ses réformes établies, Néhémie retourne à Suse ou Ectabane. 
Lors de son retour à Jérusalem, au cours duquel il complète son enquête généalogique, Néhémie se lamente de la décadence dans laquelle Jérusalem a sombré au cours de son absence de deux ans (certains situent dans cet intervalle le ministère de Malachie). On ne connaît rien de son histoire au-delà de ce point ; il est probablement mort à Jérusalem dans son vieil âge. L'endroit de sa mort et de sa sépulture sont inconnus.
Néhémie est le dernier gouverneur mandaté par la cour de Perse : la province de Yehoud sera en effet annexée à la satrapie de Cœlé-Syrie, et gouvernée par un Grand-Prêtre nommé par les Syriens.

## La figure de Néhémie dans les traditions ultérieures

### Néhémie dans le judaïsme hellénisé
Pour Ben Sira, Néhémie doit être considéré comme celui auquel les Juifs doivent, après Zorobabel, la reconstruction de leur entité nationale. En effet, sans ses murailles, Jérusalem n'aurait pu, en fonction d'un usage ancien, être comptée comme un lieu de quelque envergure. Par ailleurs, il semble qu'il ait pris des mesures pour repeupler la ville à la mesure de sa taille, selon un système de tirage au sort, et lui aurait permis de retrouver sa grandeur passée. 
Il semble de façon certaine que Néhémie ait été considéré comme un eunuque dans le judaïsme hellénisé – la Septante, traduction grecque de la Bible hébraïque, le décrit comme un eunochos (un eunuque), plutôt que comme un oinochoos (un échanson). Cette lecture semble accréditée par le fait qu'il serve en présence tant du roi que de la reine. D'autre part, Shemaya tente de le faire passer la nuit dans une section du Temple dont Néhémie sait qu'elle lui est interdite ; or, selon la Loi juive, aucun homme dont les testicules ont été écrasés ou dont le pénis a été coupé ne peut être admis à l'assemblée de YHWH, c'est-à-dire dans certaines parties du Temple. Cependant, une autre explication pourrait être que Néhémie ne pouvait pas entrer dans les parties réservées aux Cohanim (prêtres juifs). 
Par ailleurs, d'autres traditions judéo-grecques attribuent à Néhémie un miracle qu'il réalise lors d'une offrande, ce qui lui aurait été impossible en tant qu'eunuque. En effet, selon le deuxième Livre des Maccabées, son offrande sur l'autel, lors de l'inauguration de celui-ci à la date du 25 kislev, aurait suscité une production de feu miraculeuse (dont le récit évoque quelque peu celui du miracle de la fiole d'huile qui aurait eu lieu lors de la réinauguration de l'autel à l'époque des Maccabées) ; ce miracle aurait donné lieu à une célébration appelée la « fête du feu » et le lieu dans lequel il se serait tenu aurait été désigné par Néhémie sous le nom de Naphtar. 
D'autres traditions confirment la popularité dont il jouissait auprès des Juifs hellénisés : Néhémie aurait ainsi constitué une librairie des Livres sacrés, et est même crédité d'avoir construit le Temple et son autel.

### Néhémie dans le judaïsme rabbinique
Néhémie est jugé avec beaucoup plus de sévérité par les rabbins, d'après les traditions consignées dans les Talmuds et la littérature midrashique.
La tradition rabbinique considère certes qu'il marque avec Esdras le printemps de l'histoire nationale des Juifs ; une interprétation l'identifie à Zorobabel, et il aurait, selon une autre tradition, érigé une académie d'étude de la Torah.
Cependant, les rabbins lui reprochent l'expression apparemment orgueilleuse « Tiens-moi compte, ô mon Dieu, pour mon bien » qu'il utilise à plusieurs reprises ainsi que le peu de cas qu'il fait de ses prédécesseurs, parmi lesquels Daniel. C'est, selon les rabbins, pour ces raisons, que son Livre n'est pas mentionné sous son propre nom, mais fait partie du livre d'Esdras (dans la tradition juive).
Outre ce Livre, Néhémie aurait, selon une tradition, complété le Livre des Chroniques, qui aurait été entamé par Esdras.

### Néhémie dans le christianisme
Le Livre de Néhémie est l'un des textes de l'Ancien Testament pour les chrétiens, où il suit celui d'Esdras et précède celui d'Esther. Son titre a varié en fonction des époques.
Dans la Septante, il existe deux livres nommés « Esdras » : « Esdras A » ou « Esdras grec », apocryphe grec comprenant notamment des fragments du Livre des Chroniques, et « Esdras B », comprenant les actuels livres d'Esdras et de Néhémie. Seul ce « deuxième Esdras » a été retenu par le judaïsme. 
La Vulgate considère quatre livres distincts : 
- Esdras qui comporte 10 chapitres et correspond au livre d'Esdras du Tanakh (Bible hébraïque) ;
- Néhémie qui comporte 13 chapitres et correspond au Livre de Néhémie de la Bible hébraïque ;
- I Esdras qui comporte 9 chapitres, qui correspond à l'« Esdras grec » ;
- II Esdras, également appelé « Apocalypse d'Esdras », qui comporte 16 chapitres.

### Sources
- Cet article contient des extraits de l'article « Nehemiah » par Emil Hirsch, David Samuel Margoliouth, Wilhelm Bacher & M. Seligsohn de la Jewish Encyclopedia de 1901–1906 dont le contenu se trouve dans le domaine public.